# Neu!
Neu! (o NEU!) fue una banda alemana de rock experimental formada por Michael Rother (guitarra) y Klaus Dinger (batería), y es considerada una de las bandas más importantes e influyentes de la escena krautrock, a pesar de no ser muy conocida durante su existencia. Neu! se destacó por su uso del ritmo motorik característico del krautrock y por sus melodías minimalistas.
El grupo se formó en 1971 en Düsseldorf, Alemania Occidental, cuando Dinger y Rother abandonaron Kraftwerk. El autotitulado álbum debut de Neu! fue editado en 1972 y fue el primero de tres lanzamientos del grupo tras los cuales el dúo se separó en 1975. Luego de la separación, ambos integrantes se dedicaron a otros proyectos (como Harmonia, La Düsseldorf y La! Neu?), pero volvieron a trabajar juntos a mediados de los años 80 en la grabación de Neu! 4, el cual se editó en 1995.
En sus tres primeros álbumes el dúo trabajó con el reconocido productor de la música alemana Konrad "Conny" Plank, quien tuvo un rol relevante en el sonido del grupo. En el tercer álbum de Neu!, Neu! 75, el grupo contó con la participación de Thomas Dinger (hermano de Klaus) y de Hans Lampe en batería. En sus presentaciones en vivo de su gira alemana de 1972, el dúo contó con el apoyo de Eberhard Kranemann y Uli Trepte (ambos integrantes de Guru Guru, otro grupo de la escena krautrock).
La música de Neu! es considerada una influencia importante en géneros como el post-rock, la música electrónica, la música industrial, el noise y el rock experimental. Sin embargo, sus álbumes estuvieron fuera de impresión por mucho tiempo, hasta que fueron reeditados en CD en el año 2001 por los sellos Astralwerks, EMI Electrola y Grönland (dependiendo del país).

## Historia

### Inicios y álbum debut (1971-1972)
Tanto Klaus Dinger como Michael Rother (ambos multinstrumentistas) formaron parte de Kraftwerk, otra banda experimental importante de Düsseldorf (aunque anteriormente habían formado parte de otros grupos alemanes influenciados por el rock de los años 60: Rother había sido guitarrista de Spirits Of Sound y Dinger baterista de The No y The Smash). Dinger tocó la batería en el álbum debut de Kraftwerk, mientras que Rother entró en contacto con el grupo por primera vez luego del lanzamiento de ese álbum, cuando un músico amigo lo invitó a tocar con el mismo. Debido a diferencias con Florian Schneider (quien los había reclutado cuando Ralf Hütter dejó el grupo momentáneamente en 1971) ambos dejaron el grupo para formar Neu!, con la colaboración del productor de Kraftwerk Conny Plank (quien había trabajado con artistas como Marlene Dietrich).
Las contribuciones de Plank serían vitales en el sonido del grupo, ya que actuaría como mediador entre las personalidades de Dinger y Rother. La personalidad de Dinger ha sido descrita como "agresiva" y cercana a "los aspectos más desafiantes de la contracultura", y algunos consideran que su música era más "caótica" y "dramática". Por su parte, Rother prefería un sonido más melódico que se relacionaba con su forma más "armoniosa" de ver el mundo. Rother hizo referencia a este contraste de personalidades en una entrevista en la que habló sobre cómo Dinger se cortaba en algunas presentaciones en vivo tocando su batería, llegando a salpicar sangre: "La audiencia estaba muy impresionada por esta interpretación radical y extática. Nunca sentí la necesidad de esa clase de performance y siempre intenté comunicarme sólo con la música". Dinger, en cambio, considera que Rother era "muy convencional y tradicional en su pensamiento".
El primer álbum del grupo fue el autotitulado Neu!, el cual grabaron durante cuatro días de diciembre de 1971 en el estudio de Plank en Hamburgo. Neu! mezclaba elementos de ambient, el ritmo "motorik" característico de la escena (término que Dinger rechazó, pues él prefería llamarlo "Apache Beat"), guitarras abrasivas, atmósferas industriales, sonidos de agua y ruidos. El álbum fue editado al año siguiente. El DJ británico John Peel (quien es frecuentemente considerado una de las personas que más promocionó a las bandas de krautrock) difundió la primera canción del álbum, "Halogallo" (de 10 minutos de duración), en su programa de radio. Este instrumental se destaca por su uso del ritmo "motorik" y es considerada una de las canciones más representativas del grupo. Neu! vendió alrededor de 30.000 copias en Alemania.

### Dos álbumes y dos separaciones (1973-1975)
El siguiente álbum del grupo fue titulado Neu! 2 y se editó en 1973. El álbum mostró más claramente el contraste entre el lado melódico del grupo y el lado más ruidoso y experimental. Durante la grabación de este álbum el dúo se quedó sin dinero, y debido a que el sello del grupo se rehusó a ayudarlos, decidieron remixar dos canciones que ya habían grabado para el álbum y que conformaban un single ("Super" y "Neuschnee") a diferentes velocidades en distintos aparatos para poder completar el lado B del LP. Según Dinger esta fue una "solución pop art a un problema pop", que hoy en día es vista por muchos críticos como una innovación.

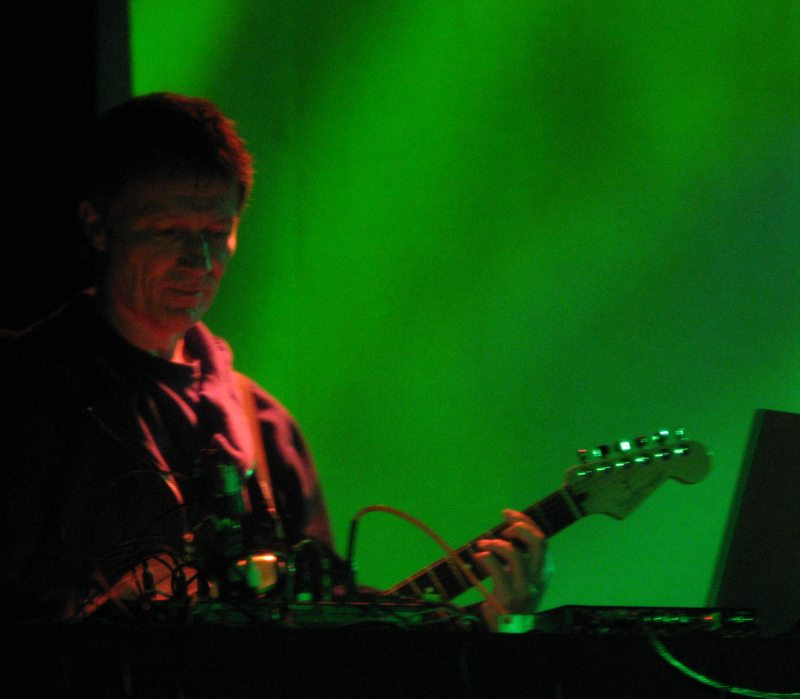
Michael Rother en una presentación en vivo junto a Dieter Moebius.

Luego de la grabación de ese álbum el dúo se separó temporalmente debido a diferencias personales, a las dificultades económicas y a su problema con su sello, además de no lograr reproducir su sonido de estudio en vivo. Durante este período Rother formó Harmonia junto a Dieter Moebius y Hans-Joachim Roedelius (quienes conformaban el dúo Cluster), con quienes editaría dos álbumes; mientras que Dinger formó un nuevo grupo llamado La Düsseldorf.
Dinger y Rother volverían a trabajar juntos en Neu! '75, el cual fue editado en 1975. El primer lado del álbum se caracterizaba por presentar un sonido cercano al ambient (más relacionado con la visión de Rother), mientras que en el segundo el dúo contó con la colaboración del hermano de Dinger (Thomas Dinger) y de Hans Lampe (ambos serían integrantes de La Düsseldorf) en canciones proto-punk abrasivas como "After Eight" y "Hero" (que representaban más claramente la personalidad de Dinger).

### Carreras solistas y nuevos proyectos (1976-1984)
Luego de la edición de Neu! 75 el grupo se separó. Klaus Dinger atribuye la separación al hecho de que Dinger prefería vivir en la ciudad, mientras que Rother odiaba la vida en la ciudad y decidió irse a vivir al campo. Los hermanos Dinger y Lampe se dedicaron a su siguiente proyecto, La Düsseldorf, que editó tres álbumes, mientras que Rother seguiría trabajando con Harmonia (que grabó Tracks and Traces junto a Brian Eno en 1976, pero que solo se editó en 1997) y tendría una carrera solista. Luego de la separación de La Düsseldorf en 1983 (tras editar tres álbumes), Dinger formó otros tres grupos: Klaus Dinger & Rheinita Bella Düsseldorf, Die Engel des Herrn y La! Neu?. El primer álbum solista de Rother salió en 1977 y se tituló Flammende Herzen. Para la grabación de varios de sus primeros álbumes Rother contó con Plank como productor y con la presencia de Jaki Liebezeit de Can en batería. Rother editó un total de siete álbumes entre 1977 y 1987.

### Reunión fallida y nuevos lanzamientos (1985-2000)
El dúo se volvió a juntar a mediados de los años 80 (entre octubre de 1985 y abril de 1986) para grabar Neu! 4, que salió al mercado aproximadamente diez años después. Al igual que Neu! 2, este álbum contenía remezclas de algunas canciones, y según el crítico Jason Ankeny, anticipa la música electrónica de los años 90. El productor Conny Plank falleció en el año 1987. En ese mismo año Rother editó Traumreisen, que sería su último lanzamiento de material original hasta 1996. Entre 1988 y 1992 Rother trabajó en dos álbumes que nunca completó. Ese material fue usado como bonus track de sus lanzamientos anteriores y en su compilado Radio: Musik von Michael Rother, de 1993.
Neu! 4 fue lanzado en 1995, cuando Dinger dio la cinta a un sello japonés llamado Captain Trip sin el permiso de Rother. El mismo Dinger no quedó satisfecho con el álbum y sostiene que es un lanzamiento "semi-oficial". Ese mismo sello también lanzó '72 Live! in Düsseldorf en 1996 (nuevamente sin el permiso de Rother), un ensayo con Eberhard Kranemann en bajo; y se encargaría de editar material de otros proyectos de Dinger.
Durante ese mismo año, Rother volvió a editar un trabajo solista titulado Esperanza, su primer LP de material original en 9 años. Dinger formó otro grupo llamado La! Neu?, cuyo nombre hace referencia tanto a La Düsseldorf como a Neu!. Esta agrupación editó una serie de álbumes (incluyendo álbumes de estudio y presentaciones en vivo) entre 1996 y 1999.

### Resolución de conflictos y relanzamientos (2001-actualidad)
Los tres primeros álbumes del grupo estuvieron fuera de impresión por muchos años debido a conflictos legales y desacuerdos entre Dinger, Rother y Christa Fast (la heredera de Plank). Durante los años 80 estos álbumes circulaban sólo como bootlegs (editados principalmente por un sello llamado Germanofon), hasta que fueron reeditados oficialmente en CD a mediados del año 2001, con la ayuda del actor alemán Herbert Grönemeyer (por medio de su sello discográfico Grönland). El álbum también se editó por Astralwerks y EMI Electrola. Según Dinger, Polygram había intentado lanzar los álbumes del grupo en CD con anterioridad sin tener los derechos de los mismos. También en el año 2001 se produjo el lanzamiento de un DVD de una performance de Kraftwerk (con la alineación conformada por Florian Schneider, Dinger y Rother) de la canción "Rueckstossgondoliero" en una edición de 1971 del programa televisivo "Beat-Club".

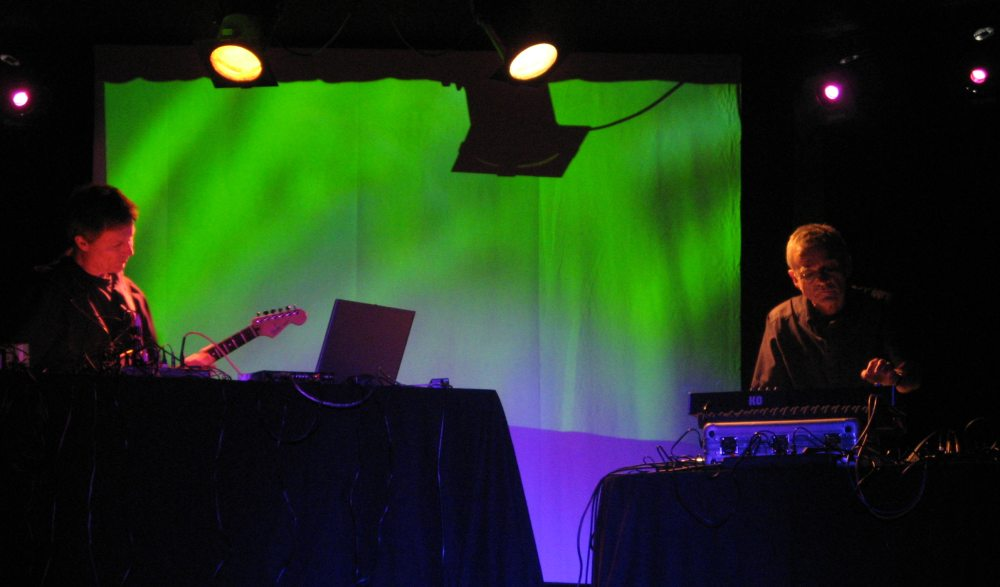
Michael Rother y Dieter Moebius en vivo en el año 2007.

Thomas Dinger falleció en el año 2002, luego de haber editado una serie de álbumes a fines de los años 90 con una banda llamada 1-A Düsseldorf. En la actualidad Rother sale de gira ocasionalmente con Dieter Moebius y ha editado una gran cantidad de trabajos solistas, además de tocar junto a artistas como los Red Hot Chili Peppers y Secret Machines. En una entrevista del año 1998, Dinger dijo que estaba interesado en la posibilidad de trabajar en un nuevo álbum con Rother. Por su parte, Rother sugirió en el año 2001 que si bien aún existía una posibilidad de que Neu! vuelva a juntarse, era poco probable debido a sus diferencias con Dinger, pero afirmó que le interesaba ver si ambos podían aportar algo "nuevo y convincente" al legado del grupo. Klaus Dinger falleció el 20 de marzo de 2008, cuatro días antes de cumplir 62 años.

## Estilo
La música de Neu! se caracterizó por su uso del ritmo "motorik" (que Brian Eno denominó "Neu!-beat") en canciones como "Hallogallo", "Isi" y "Für Immer". El término "motorik" hace referencia a su sonido "mecánico", y es debido a esas connotaciones mecánicas que el término ha sido rechazado por Dinger, el creador del compás. En ocasiones el ritmo ha sido comparado con la sensación de viajar por una ruta en automóvil, incluso por el mismo Dinger, quien lo llama "compás Apache". El término también ha sido usado para referirse a canciones anteriores de Can y a trabajos posteriores de Kraftwerk (como Autobahn). Según el crítico Simon Reynolds, Neu! redujo las distancias entre los ritmos del rock y los de la música disco. Tim Gane, uno de los fundadores de Stereolab (banda que ha sido influenciada por Neu!), sostiene que "las canciones más largas del grupo están mucho más cerca a la naturaleza del house y el techno que al rock de guitarras".
La banda mezclaba un ritmo repetitivo de batería con guitarras distorsionadas y minimalistas. Gran parte del material que editó el grupo es instrumental. En el segundo álbum del grupo, Neu! 2, el dúo remezcló dos de sus canciones a distintas velocidades. En algunas canciones el grupo usó efectos de sonidos de agua, ruido, gritos y manipulaciones de cinta. Los temas que componen el lado B de Neu! 75 (como "After Eight" y "Hero") son considerados antecesores del punk, mientras que "Lilac Engel" (de su segundo álbum) ha sido comparado con el garage rock de The Velvet Underground y The Stooges. Según una nota de The Guardian, el grupo se destaca por los contrastes entre "ruido y silencio, agresión y calma, patrón e interrupción".
El nombre del grupo (que significa "nuevo") está influenciado por el pop art ("Neu!" es un eslogan común en las publicidades alemanas), y fue usado por sugerencia de un amigo de Dinger que trabaja en el mundo de la publicidad; mientras que la simple estética del arte de tapa de los álbumes del grupo (con cubiertas que simplemente decían "NEU!" y un estilo de presentación que aparentaba ser un montaje realizado en poco tiempo) anticipó el trabajo de diseñadores de la era punk influenciados por la Internacional Situacionista (como Jamie Reid).

## Impacto
Neu! ha sido muy influyente en muchos artistas y géneros que se desarrollaron posteriormente. La música del grupo es considerada influencia en géneros como el noise, el rock experimental, el punk, el post-punk, la música electrónica, el ambient, la música industrial y el post-rock. Algunos artistas que demostraron influencias de la música del dúo incluyen a Sonic Youth, Stereolab, Pere Ubu, Joy Division,, U2, David Bowie, Public Image Limited, Tortoise, Oasis, The Fall, Julian Cope, Cabaret Voltaire, Brian Eno, Squarepusher, Mouse On Mars, Mission of Burma, Ultravox, Negativland, Labradford y Cul de Sac. Julian Cope mencionó al grupo en su libro "Krautrocksampler: One Head's Guide to the Great Kosmische Musik – 1968 Onwards", y en una ocasión sostuvo que luego de escuchar "Hallogallo" toda su actitud hacia la música cambió. Stereolab ha utilizado el ritmo motorik en canciones como "Jenny Ondioline" y "Metronomic Underground". Ciccone Youth, un proyecto de Sonic Youth y el bajista de The Minutemen Mike Watt, editó en 1988 un álbum titulado The Whitey Album, que incluye una canción titulada "Two Cool Rock Chicks Listening To Neu".
David Bowie reveló que quería que Michael Rother tocara la guitarra durante la grabación de su "Trilogía de Berlín" (compuesta por Low, Heroes y Lodger), la cual demuestra influencia del grupo. Sin embargo, esta colaboración no se produjo. En una entrevista, Rother dijo que en una ocasión leyó en una revista una nota con Bowie en la que este sostuvo que Rother había declinado su propuesta de trabajar con él en sus discos. Rother lo niega, y sostiene que es posible que o los representantes o la compañía discográfica de Bowie se hayan opuesto a que Rother trabajara con Bowie debido a su tendencia experimental, y que temieran que esto influenciara la dirección de Bowie (que estaba vendiendo menos discos).
La idea del dúo de remezclar dos canciones en Neu! 2 es considerada pionera del estilo de muchos artistas que utilizan errores como herramientas compositivas, del remix y de algunos subgéneros de la música electrónica (como el glitch), mientras que el ritmo "motorik" que caracterizó al grupo ha sido comparado con los ritmos electrónicos de los años 90. Las canciones del lado B de Neu! '75 (como "Hero") son consideradas pioneras del punk rock.
El guitarrista John Frusciante (más conocido por su trabajo con los Red Hot Chili Peppers) considera a Neu! como inspiración en sus trabajos solistas, y afirmó en varias entrevistas que su forma de tocar la guitarra fue influenciada por el estilo de Rother. Luego de un recital de los Red Hot Chili Peppers en Hamburgo, el grupo (sin Anthony Kiedis) extendió su presentación con la presencia de Rother.
El nombre del grupo Negativland proviene de una canción del álbum debut de Neu!, y el nombre de su sello discográfico, Seeland, es también el nombre de una canción del dúo. El grupo japonés Polysics editó un álbum titulado Neu y según la revisión de Pitchfork del mismo, el grupo había demostrado influencias del dúo en trabajos anteriores.
En 1998 se editó A Homage to NEU!, un álbum de covers de canciones de la banda por artistas como System 7, Autechre, The Legendary Pink Dots, Khan, James Plotkin y Dead Voices on Air. Este álbum fue editado por Cleopatra Records, y contiene una canción nueva de Rother titulada "Neutronics 98", un tributo al fallecido productor del grupo Conny Plank.
En el año 2003 el director estadounidense Quentin Tarantino utilizó una canción de Neu! 2, "Super 16", en la primera parte de su película "Kill Bill" y en la banda sonora de la misma. La misma canción ya había sido usada en 1975, junto a "Super" (del mismo álbum), en la banda sonora de la película "Du bi quan wang da po xue di zi", del director japonés Yu Wang, la cual también incluye música de otras bandas alemanas de la época como Kraftwerk y Tangerine Dream.

## Discografía

### LP
- Neu! (1972)
- Neu! 2 (1973)
- Neu! '75 (1975)
- Neu! 4 (1995)
- '72 Live! in Düsseldorf in Düsseldorf (1996) (en vivo)

### Compilados
- 2 Originals Of Neu! (1977)
- Black Forest Gateau (1982)

### Singles
- "Super" / "Neuschnee" (1972)